# INSET
INSET（英語: Integrated National Security Enforcement Teams, INSET / フランス語: Équipes intégrées de la sécurité nationale, EISN）は、カナダの公安省に属する対テロ作戦部隊である。正式名称は「統合国家治安執行チーム」。
これらのチームは2001年9月のアメリカ同時多発テロ事件に対応する形で王立カナダ騎馬警察、カナダ国境サービス庁、移民・難民・市民権省、カナダ安全情報局、及び州・市レベルの各種警察機関からの人員によって2002年に結成された。
これらのチームは最初にトロント、バンクーバー、オタワとモントリオールで設立された。
2006年6月2日における17人のテロ容疑者の逮捕（en）において、トロントでのINSETの活動は主要な役割を果した。

## 目的
INSETの設立目的は、以下の通りである：
- 国家の安全に対する脅威である目標（個人）に関し、関係機関の中にあってインテリジェンスにおける収集、共有及び解析の能力強化
- そのような目標を裁判にかけるための強化された実行能力の育成。
- 国家安全保障の脅威と戦い、具体的に委任された責任を果たすため、関連機関の収集能力の強化。